# Нартан (дорожный разъезд)
Нартан — дорожный разъезд (населённый пункт) в Чегемском районе Кабардино-Балкарской Республики. Входит в состав муниципального образования «Сельское поселение Нартан».

## Географическое положение
Дорожный разъезд Нартан находится на левом берегу реки Нальчик, напротив северо-западной окраины села Нартан.
Через поселение проходят несколько развязок автодорог республиканского и федерального значения, откуда и исходит статус населённого пункта. Вдоль восточной стороны поселения тянется Нарткалинское шоссе, связывающая напрямую города Нальчик и Нарткала. К северо-востоку расположена мостовая развязка федеральной автотрассы Кавказ (М29).
Граничит с землями населённых пунктов: Нартан на востоке (по реке Нальчик) и Адиюх на юге.
Поселение расположено на малой возвышенности находящейся между рекой Нальчик и Нарткалинским шоссе. Средние высоты поселения составляют 415 метров над уровнем моря.
Климат влажный умеренный. Амплитуда температур колеблется от средних температур воздуха +22°С в июле, до средних −2,5°С в январе. Среднегодовая температура воздуха составляет +10,0°С. Среднегодовое количество осадков составляет около 700 мм.

## История
Поселение основано из части села Нартан, лежавшего на левом берегу реки Нальчик, жители которой занимались обслуживанием железнодорожной станции.

## Население
| 2002 | 2010 | 2021 |
| ---- | ---- | ---- |
| 227  | ↘166 | ↗187 |

Плотность — 93.5 чел./км2.
Национальный состав
По данным Всероссийской переписи населения 2002 года, 49 % населения разъезда составляли кабардинцы, 36 % — русские.

По данным Всероссийской переписи населения 2021 года:
| Народ               | Численность, чел. | Доля от всего населения, % |
| ------------------- | ----------------- | -------------------------- |
| кабардинцы          | 106               | 56,69 %                    |
| русские             | 56                | 29,95 %                    |
| балкарцы            | 19                | 10,16 %                    |
| другие / не указано | 6                 | 3,21 %                     |
| всего               | 187               | 100,0 %                    |

## Экономика
В пределах поселения расположен Кабардино-Балкарский филиал Русгидро. К северо-западу от разъезда расположены Нальчикские очистительные сооружения.
У северной окраины села расположен железнодорожный остановочный пункт Нартан, действующий на железнодорожной ветке Нальчик—Котляревская.

## Ссылка
- Сайт сельского поселения Нартан
- Сельское поселение Нартан
- Код ОКТМО